# دملوكة نجمية
دملوكة نجمية (الاسم العلمي Platichthys stellatus)، سمكة من الدملوك وفصيلة الأسماك المفلطحة يمينية العيون. موطنها شمال المحيط الهادي.